# H. Cook & Brothers

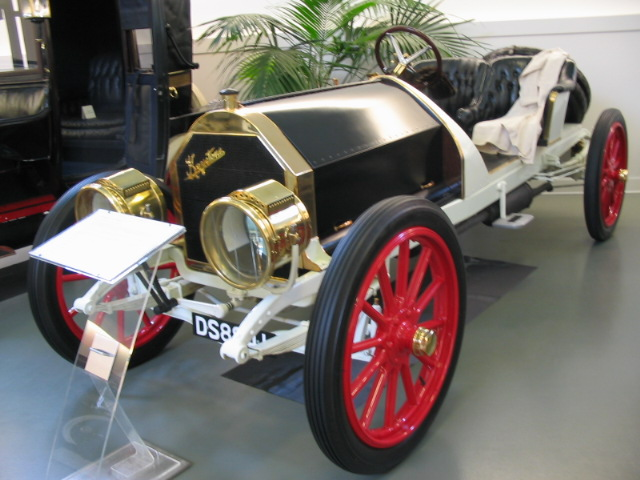
Keystone von 1914–1915

H. Cook & Brothers war ein US-amerikanischer Hersteller von Automobilen.

## Unternehmensgeschichte
Das Unternehmen aus Pittsburgh in Pennsylvania stellte ab Oktober 1914 Automobile her. Der Markenname lautete Keystone. Charles C. Snodgrass war der Konstrukteur. 1915 endete die Produktion.

## Fahrzeuge
Im Angebot stand nur ein Modell. Es hatte einen Sechszylindermotor von der Rutenber Motor Company mit 55 PS Leistung. Das Getriebe hatte vier Gänge. Das Fahrgestell hatte 351 cm Radstand. Die Ausstattung umfasste elektrisches Licht und einen Anlasser.